# 熔融指数
熔融指数(英文：Melt Flow Index，简称MI),习惯上亦称熔体流动速率(MFR),是指聚合物熔体在一定温度、一定负荷下熔体每10min 通过标准口模(2.095 mm) 的重量。

## 熔融指数的定义
熔融指数是指热塑性树脂在熔体流动测速仪上,在温度和压力是 190/230摄氏度，2.16kg/5kg/10kg的条件下，每10min通过标准口模的重量，单位是g/10min"MI标志着聚丙烯树脂在熔融状态下流动性的好坏，MI越大，分子量越小，流动性就越好。一般情况下，分子量越大，分子链越难移动，MI越低，流动性越差。

## 熔融指数的影响因素
熔融指数的影响因素很多, 催化剂的性能, 工艺过程参数、原料配比、过程状态参数等。影响熔融指数的因素主要包括以下几个方面: 一是聚合物的分子量，二是制备聚合物的反应条件，三是聚合物加工过程中的添加剂影响，下面分别予以介绍。

### 熔融指数与分子量的关系
熔融指数只是聚合物粘度的表征性指标,而聚合物的粘度主要受以下几种因素影响:聚合物分子量、分子形状、温度和流动压力,在使用熔融指数仪测量熔融指数时,通常把其他
因素固定下来,而只突出聚合物分子量对熔融指数的影响。通常使用式①来表示聚合物平均分子量与特性粘度之间的关系: 

[η] =aMbw ①

其中[η]是聚合物的特性粘度, Mw是聚合物的平均分子量(重均分子量),a是与温度和压力有关的系数,b 是与高聚物种类有关的常数。因此,聚合物的 MI 可以表示成与检测压力!测试温度和重均分子量有关的函数,即:

MI = f ( T , P, Mw)     ② 

式②中的T 和 P 分别是测试温度和压力,而熔融指数仪是在恒定温度和压力下检测MI,因此 MI 的大小只受聚合物分子量的影响。

### 反应条件对熔融指数的影响
MI只是聚合物粘度的一个表征性指标,在聚丙烯生产过程中,其受到工艺机理及流程、生产设备、操作方法、环境、原料等诸多因素的影响。在上述影响因素中,有些影响因素是无法定量进行分析的,但是可以通过一些可测量的变量间接反映出来。影响熔融指数的主要参数有:

#### 丙烯单体
丙烯是反应器内除聚丙烯外的主要成分。在不改变氢气、催化剂以及冷却水流量和温度的条件下,丙烯进料速率增加会使氢气和催化剂在反应器内的浓度降低,导致聚合反应速率下降,另外,丙烯进料量增大后,物料在反应器内的停留时间缩短,产率也会受到影响。反应速率下降和产率减少会使反应温度降低,致使产品MI下降。

#### 氢气
作为链转移剂引入聚合链而发生链终止。加氢对提高丙烯聚合速率有促进作用,主要提高初始聚合速率,有时也可以延缓催化剂的活性衰减。在聚合反应中,氢气的作用是调节聚合物分子量以控制产品的熔融指数,随着加氢量的增加,聚合物分子量减小,产品熔体流动速率增大即熔融指数增大。

#### 催化剂和助催化剂
在其他参数保持恒定及不存在单体扩散控制的前提下,丙烯聚合速率与过度金属催化剂的浓度成正比。聚丙烯生产中催化剂的用量虽然很少,但其对聚合反应的影响却很大,催化剂进料量减少后,活性中心浓度下降,导致反应生成的聚合物减少,反应器内丙烯的浓度增加,氢气与丙烯的比率降低,熔融指数下降。

#### 聚合温度
在一定的温度范围内,聚合速率随温度而增加,这是由于链增长速率常数和增长活性中心数均随温度而增大。而温度对聚合反应的影响又常常取决于催化剂,对于 MgCl2载体型催化剂的聚合速率在60~ 70摄氏度呈现最大值,而后随温度衰减。熔融指数受聚合反应速率的影响,而间接受聚合温度的影响。在聚丙烯生产中,聚合温度是基本恒定的,一般控制在 70 摄氏度左右。以使催化剂性能呈现最大值,同时尽量消除由温度而引起的熔融指数波动。

### 润滑剂和其它添加剂的影响
由于多数聚烯烃加工成型过程采用的是粒料树脂，粉体状的润滑剂很难和粒状的树脂、色母粒等混合均匀，因此润滑剂和其它添加剂一般是加在色母粒中或者功能母粒中的。
聚合物加工成型过程中存在着两种摩擦: 熔融聚合物分子、颜料、添加剂之间的内摩擦和聚合物熔体与加工机械表面的外摩擦。这些摩擦作用使熔体的流动性降低，降低加工产率，同时严重的摩擦作用会使制品表面变得粗糙，缺乏光泽或形成流纹。润滑剂的加人就是要减少以上两种摩擦。润滑剂主要有饱和烃、卤代烃类、脂肪酸类、脂肪酸酷类、脂肪族酰胺类、金属皂类、脂肪醇及多元醇类等，最常用的是金属皂类和脂肪族酰胺类如硬脂酸钙、硬脂酸镁、硬脂酸锌，硬脂酸酰胺、油酸酰胺、芥酸酰胺、EBS 等。其它添加剂包括抗氧化剂、紫外光吸收剂、抗静电剂等等，加入的目的是为了保证色母粒制备加工过程中的热氧稳定性、成品加工的热氧稳定性和光稳定性及抗静电性。根据经验，几乎所有的润滑剂和添加剂的加入都会提高聚烯烃色母粒的MI 值，即提高聚烯烃色母粒的流动性，这是因为无论是润滑剂还是其它添加剂，均为分子量小于1000 的低分子物质，和速熟悉、掌握工艺和设备奠定基础，强化实习效果，提高实习质量。

## 熔融指数的测量方法
聚丙烯树脂的质量指标很多，比较重要的有等规度、熔融指数、分子量、灰份含量、钛含量、密度、断裂伸长率、冲击强度、温度、电性能等，其中工业生产最为关心的是
熔融指数的测量。目前文献中关于聚丙烯装置产品的软测量技术研究多围绕熔融指数的在线估计展开。对熔融指数的软测量建模方法的开发，目前也多是采用机理分析建模和
基于数据回归的建模方法。

### 基于机理模型的软测量建模方法
机理建模是一种良好的软测量建模方法，其优点是物理意义明确，易于外推。最常见的从机理出发建立的熔融指数模型是：根据聚合物分子量与熔融指数间的关系，用聚
合物的分子量计算熔融指数，模型形式通常为：

lgMI=α一βlgMw

其中MI是聚合物的熔融指数，α、β是系数，工程上常用的经验数据如下：α=18．56，β=3．36；适用范围0．27≤MI≤22．1。

### 基于数据的软测量建模方法
从上世纪90年代末期至今很多学者都用基于神经网络的方法对熔融指数的预报做了一些研究。早期的有曹劲等提出的基于鲁棒自适应RBF网络的预报方法。在熔融
指数的建模过程中提出使用“标称”隐节点中心来对应不同的牌号。这种方法提高了模型的训练速度，但没有有效地解决神经网络预测前高维数据之间的不同程度耦合与相关性问题。对此，孔薇等将统计学中的PCA及PLS分别与RBF神经网络相结合，提高了预报精度，剔除了输入数据中的误差及冗余信息，解决了高维变量降维的问题，而且有效地解决了数据间的相关特性。另外，李春富等也提出了类似的机理加统计两种方法结合的熔融指数软测量方法。根据聚合反应机理和反应动力学，建立丙烯聚合过程的机理模型。统计模型则采用神经网络／部分最最小二乘(NNPLS)方法。

## 熔融指数的应用
熔融指数代表了熔体的流动能力，是聚合物材料加工性能的最重要的技术指标。工业上常用熔融指数以区不分不同牌号的聚乙烯树脂、聚丙烯树脂。一般来说看,分子结构接近的前提下，熔融指数值越低，树脂的分子量越高。数均分子量相同时，星形高分子树脂、树枝型高分子树脂、分子量分布较宽的树脂的MI较高，线性高分子树脂、分子量分布较窄的树脂的MI较低。熔融指数越大，聚合物熔体的流动性越好，但平均分子量越低。